# Tom Walkinshaw
Tom Walkinshaw, né, selon les sources, le 14 août ou le 17 novembre 1946 à Penicuik en Écosse et mort le 12 décembre 2010,, est un pilote automobile écossais, puis homme d'affaires, directeur d'écurie automobile et de club de rugby à XV.

## Biographie

### Sport automobile

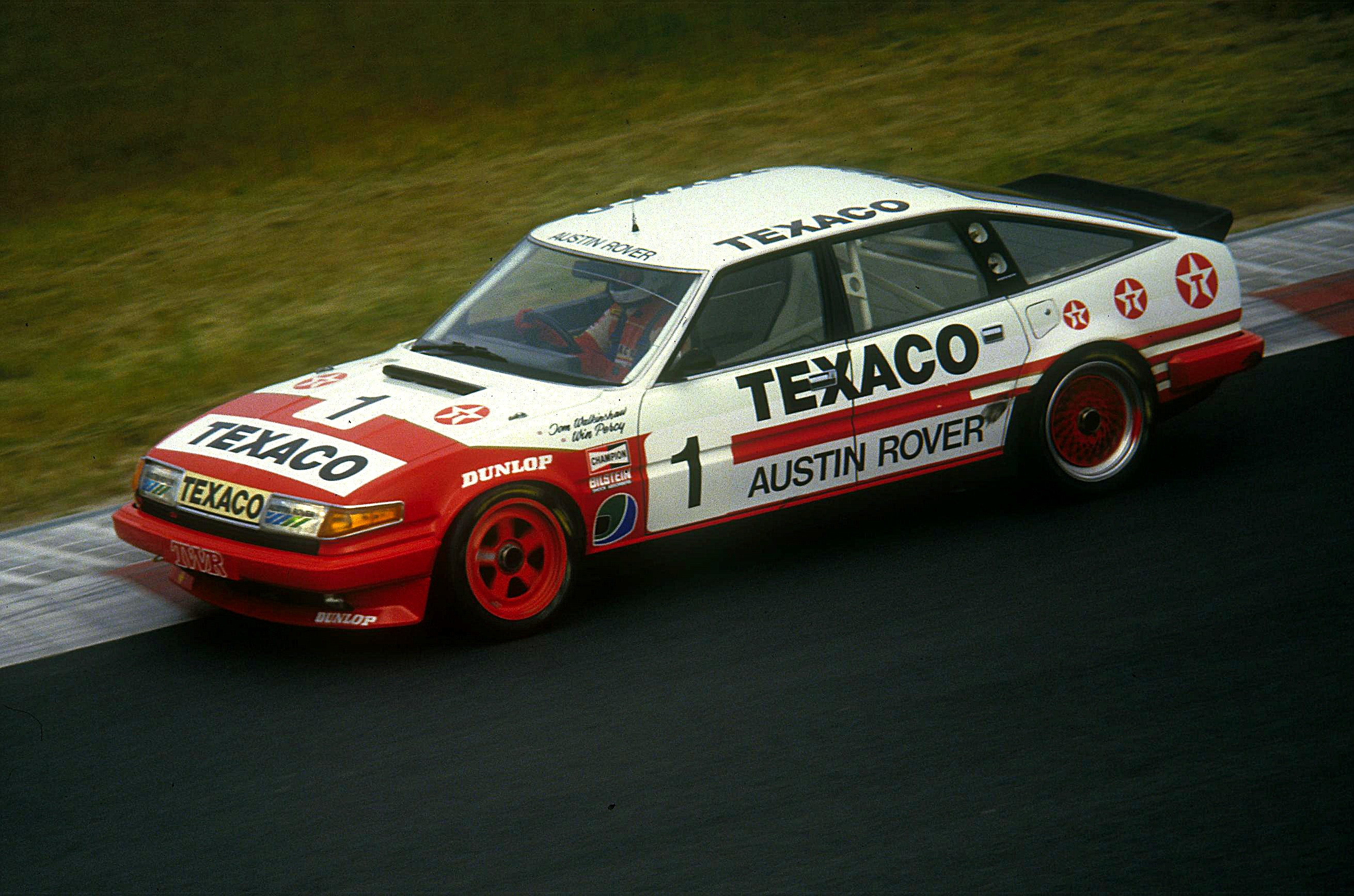
Tom Walkinshaw en 1985 au Nürburgring dans une Rover Vitesse

Pilote automobile de bon niveau entre 1972 et 1988, avec notamment un titre de champion d'Europe des voitures de tourisme en 1984, Tom Walkinshaw décide aussi rapidement de passer de l'autre côté de la barrière puisqu'en 1975, il fonde le Tom Walkinshaw Racing, une structure destinée à préparer et engager des voitures en compétition. Tandis que Walkinshaw met un terme définitif à sa carrière de pilote, le TWR atteint la consécration en étant chargé de l'engagement officiel des Jaguar dans le championnat du monde des sports-prototype. Ce programme débouche sur deux victoires aux 24 Heures du Mans (en 1988 et 1990), ainsi que sur trois titres de champion du monde des sports-prototype (en 1987, 1988 et 1991).
Lors de l'été 1991, Tom Walkinshaw est recruté par Flavio Briatore en qualité de directeur de l'ingénierie de l'écurie de Formule 1 Benetton, dont il sera également un temps actionnaire minoritaire. Walkinshaw réorganise rapidement le département technique de l'équipe et engage notamment le brillant ingénieur britannique Ross Brawn (qui travaillait déjà pour lui chez Jaguar) en tant que directeur technique. Peu de temps après, Walkinshaw joue également un rôle primordial dans le recrutement du pilote allemand Michael Schumacher. Le travail de fond de Walkinshaw chez Benetton contribue grandement aux deux titres mondiaux de Schumacher en 1994 et 1995, ainsi qu'au titre des constructeurs de Benetton en 1995.
En 1995, Tom Walkinshaw est nommé par Flavio Briatore à la tête de l'écurie française Ligier. Le but de la manœuvre est, à terme, de revendre l'équipe à Walkinshaw et au TWR, revente compromise par une levée de boucliers dans le monde du sport automobile français, opposé à l'idée que Ligier puisse déménager en Angleterre. Au printemps 1996, Walkinshaw quitte Ligier et rachète la majorité des parts de l'écurie de Formule 1 Arrows à Jackie Oliver.
Enfin propriétaire d'une écurie de Formule 1, Walkinshaw nourrit de grandes ambitions et réalise au bout de quelques mois ses premiers coups d'éclat en recrutant pour la saison 1997 le champion du monde en titre Damon Hill et en faisant d'Arrows l'équipe de développement du manufacturier de pneus Bridgestone, nouveau venu en Formule 1. En dehors d'une course restée fameuse de Hill au Grand Prix de Hongrie 1997, l'Anglais terminant deuxième après qu'une défaillance mécanique l'eut privé de la victoire dans le dernier tour, Arrows ne parvient pas à s'affirmer comme une écurie de pointe. En proie à des difficultés financières insurmontables, l'équipe fait faillite au cours de la saison 2002.

## Vie personnelle
Toujours impliqué dans le sport automobile, Walkinshaw supervise l'engagement des Holden officielles dans le championnat australien V8 Supercars, lorsqu'il meurt à 64 ans d'un cancer, contre lequel il se battait depuis de nombreuses années, le 12 décembre 2010,.

## Palmarès (pilote)

### Titres
- Championnat d'Europe FIA des voitures de tourisme 1984 (Jaguar XJS, ETCC);
  - Vice-champion d'Europe FIA des voitures de tourisme 1983;
  - Vice-champion de Grande-Bretagne des voitures de tourisme 1979 (BTCC);
  - 3e de l'ETCC 1982, 1985 et 1986;

### Victoires
- RAC Tourist Trophy: 1977, 1981, 1982 et 1985;
- 500 kilomètres de Brands Hatch: 1978;
- 4 Heures de Jarama: 1978 et 1985;
- 4 Heures d'Estoril: 1978;
- 24 Heures de Spa: 1981 et 1984;
- GP de Brno: 1982, 1983 et 1984;
- GP du Nürburgring: 1982;
- 500 kilomètres de Pergusa: 1983;
- 500 kilomètres de Zeltweg: 1983 et 1984;
- Guia Race of Macao: 1984;
- 500 kilomètres de Salzburgring: 1983;
- 500 kilomètres de Monza: 1984, 1985 et 1986;
- 500 kilomètres de Donington: 1985 et 1986;
- 500 kilomètres de Vallelunga: 1985;
- GP de Nogaro: 1985.

(Nota Bene: 5 participations aux 24 Heures du Mans entre 1976 et 1982, et 2e du Pukekohe 500 1985 -3e en 1986-)

### Rugby à XV
Tom Walkinshaw était depuis 1997 le propriétaire du club de rugby à XV de Gloucester (le Gloucester RFC).